# Алексіс Денісоф
Алексіс Денісоф (англ. Alexis Denisof; нар. 25 лютого 1966, Солсбері, штат Меріленд, США) — американський телевізійний і кіноактор.

## Біографія
Його батько є сином російських емігрантів, його мати родом з Філадельфії. Був вихований матір'ю в Сіетлі. Навчався у St. Paul's Boarding School в Нью-Гемпширі. Він з'явився в ACT (Сучасний театр) в Сіетлі, перш ніж покинув Сполучені Штати і відправився до Європи. Навчався протягом трьох років у престижній Лондонській академії музичного і драматичного мистецтва (LAMDA) в Лондоні та приєднався до Royal Shakespeare Company. У 1987 році він почав свою кар'єру з участі в музичному відео на пісню Джорджа Харрісона «Got My Mind Set on You». Вперше з'явився на екрані кінотеатру в британському трилері Murderous Story (Вбивство Story, 1989) з Крістофером Лі, а потім знявся у французькій драмі La Neige et le feu (1991), з Венсаном Пересом у головній ролі, незалежному фільмі Dakota Road (1992), британській телевізійній драмі Faith (1994) з Майклом Гембоном.
У телевізійній адаптації BBC «Ромео і Джульєтта» Шекспіра (1994) виконав рольТібальта — двоюрідного брата Джульєтти Капулетті. Також грав у трилері Innocent Lies (1995), з Стівеном Дорффом і Кірою Найтлі, пригодницькій мелодрамі First Knight (1995) з Шоном Коннері і Річардом Гіром, спортивній драмі True Blue (1996) з Джошем Лукасом і Ноєм Хантлі, телесеріалі Highlander (1997) з Едріаном Полом, романтичній комедії The Misadventures of Margaret (1998) з Брук Шілдс і Джеремі Нортом і кримінальній драмі Rogue Trader (1999) з Юеном Мак-Грегором. У серіалі NBC «Ноїв ковчег» (1999) з Джоном Войтом, Мері Стінберген, Ф. Мюррей Абрахамом зіграв одного з синів Ноя.
Здобув популярність завдяки ролі Веслі Віндема-Прайса у серіалі 20th Century Fox «Баффі — переможниця вампірів», 1999), і його спін-оффі «Енджел» (1999–2004), за яку він був три номінований премію Сатурн (2001, 2003, 2004). З'явився у трьох епізодах серіалу «Як я зустрів вашу маму» (2006).
Він також позичив свій голос для мультсеріалу «Легенда про Тарзана» (2001) і анімаційного фільму «Тарзан і Джейн» (2002).

## Особисте життя
11 жовтня 2003 він одружився з актрисою Елісон Ханніган, яка грала Віллоу Розенберг у «Баффі — переможниця вампірів». Вони живуть разом у Лос-Анджелесі. У них є дві дочки (2009, 2012).